# 卵翅鋸角螢
卵翅鋸角螢（学名：Lucidina accensa），又名叉爪鋸角螢，为螢科鋸角螢屬下的一个种。